# Klimduin

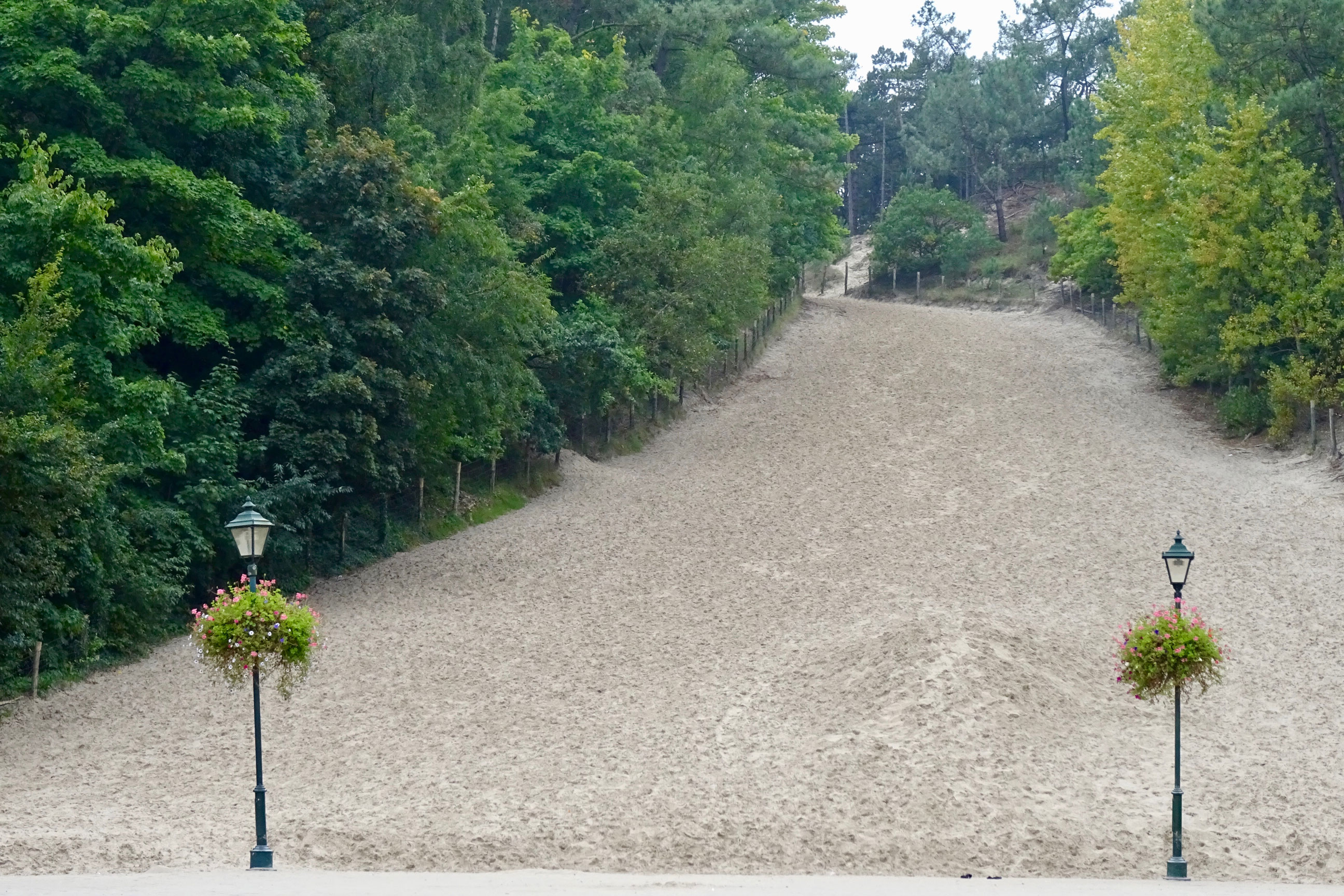
Deel van de duin

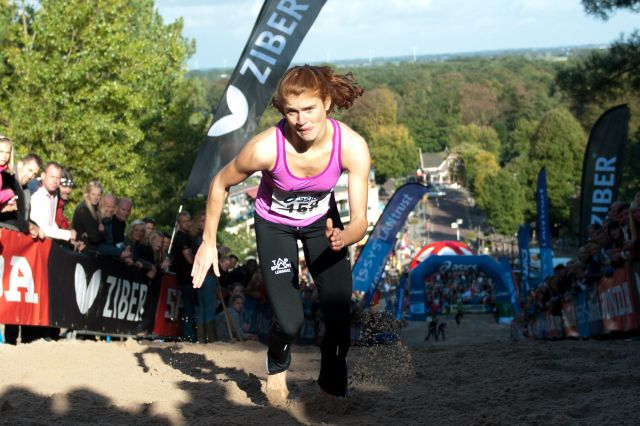
De Belgische atlete Axelle Dauwens beklimt de Klimduin tijdens de KlimduinRun 2010

De Klimduin is een duin in het Nederlandse dorp Schoorl.
De duin ligt onderaan in het centrum van Schoorl en ze is met een hoogte van 51 meter een attractie om te beklimmen. De Klimduin ligt aan de rand van de Schoorlse Duinen, een uitgestrekt bos- en duingebied. Bij Schoorl ligt overigens met een hoogte van zo'n 55 meter de hoogste duin van Nederland.
Sinds 2007 wordt er jaarlijks op de Klimduin de KlimduinRun gehouden met als doel het duin zo snel mogelijk te beklimmen.